# Денят, в който Земята спря (филм, 2008)
Вижте пояснителната страница за други значения на Денят, в който Земята спря.
„Денят, в който Земята спря“ (на английски: The Day the Earth Stood Still) е американски фантастичен филм от 2008 година, римейк на едноименния филм от 1951 година. Режисьор е Скот Дериксън, в ролите — Киану Рийвс, Дженифър Конъли, Кати Бейтс, Джейдън Смит.

## Актьорски състав
| Актьор             | Роля                                                                            |
| ------------------ | ------------------------------------------------------------------------------- |
| Киану Рийвс        | Клаату – извънземен пратеник в човешки облик                                    |
| Дженифър Конъли    | Хелън Бенсън – астробиолог от Принстънския университет                          |
| Джейдън Смит       | Джейкъб Бенсън – осемгодишният доведен син на Хелън                             |
| Джон Клийз         | професор Карл Барнхард – физик и Нобелов лауреат                                |
| Джон Хам           | Майкъл Грание – служител на NASA, ръководител на научния екип, изследващ Клаату |
| Кати Бейтс         | Реджина Джаксън – министър на отбраната на САЩ                                  |
| Кайл Чандлър       | Джон Дрискол                                                                    |
| Джеймс Хонг        | г-н Ву                                                                          |
| Робърт Непър       | полковник Аделман                                                               |
| Брандън Т. Джаксън | Таргет Тех                                                                      |